# Aloha (périodique)
Pour les articles homonymes, voir Aloha (homonymie).
Aloha est un hebdomadaire de presse alternative néerlandais publié d’avril 1969 à avril 1974 qui, de septembre 1965 à avril 1969, s'intitula tout d'abord Hitweek avant la réorganisation de sa rédaction.  
À la fois magazine de société et journal de bande dessinée, il a joué un rôle précurseur dans la diffusion de la contre-culture et de la bande dessinée underground aux Pays-Bas.
Aloha a publié la majeure partie des auteurs de bande dessinée hollandais de l'époque (Joost Swarte, Willem, Peter Pontiac, Theo van den Boogaard, Evert Geradts et bien d'autres), mais également des auteurs américains renommés tels que Gilbert Shelton, Robert Crumb et Victor Moscoso, ainsi que des bandes dessinées classiques comme Krazy Kat.